# Ставичани

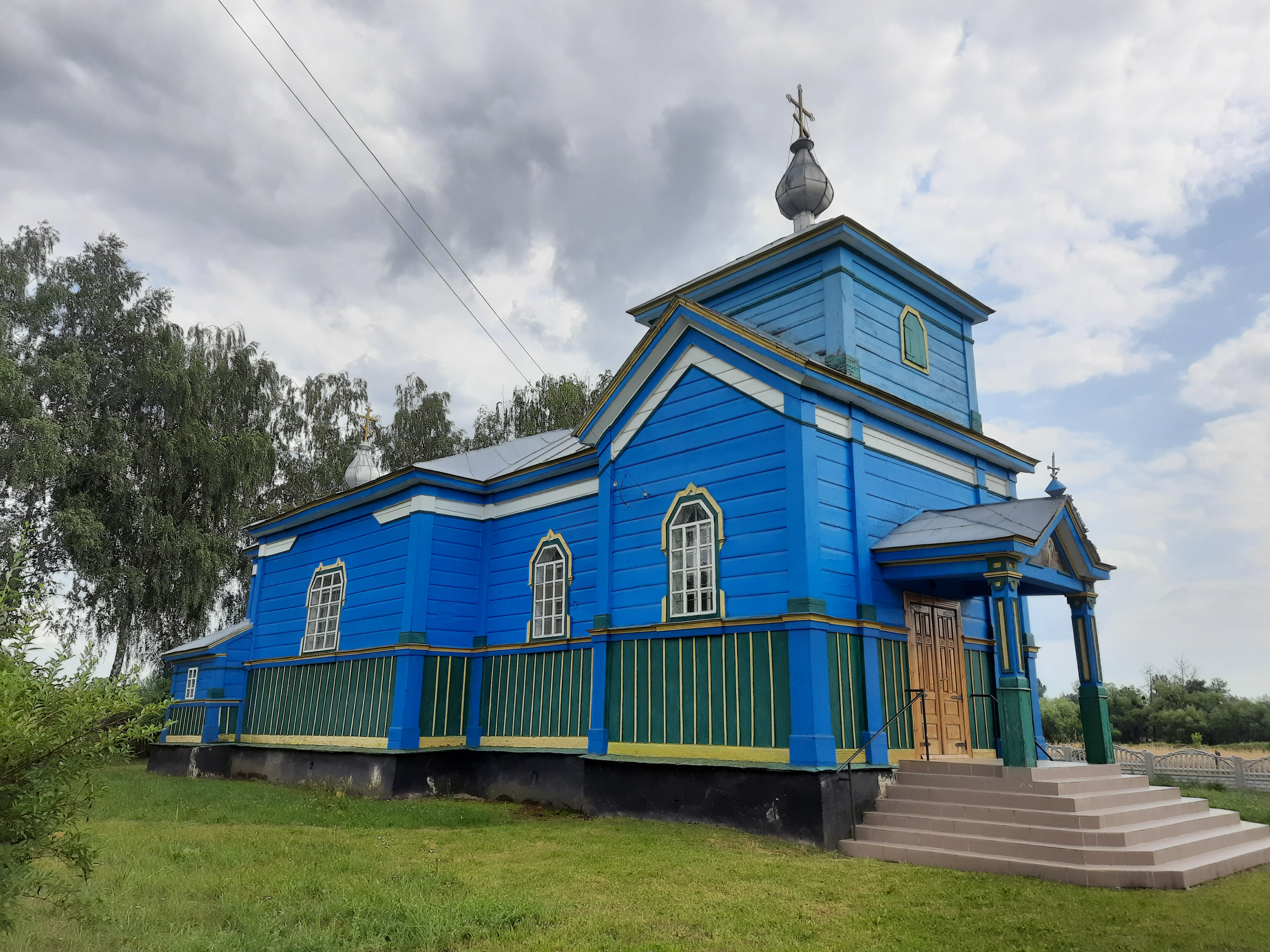
Михайлівська церква

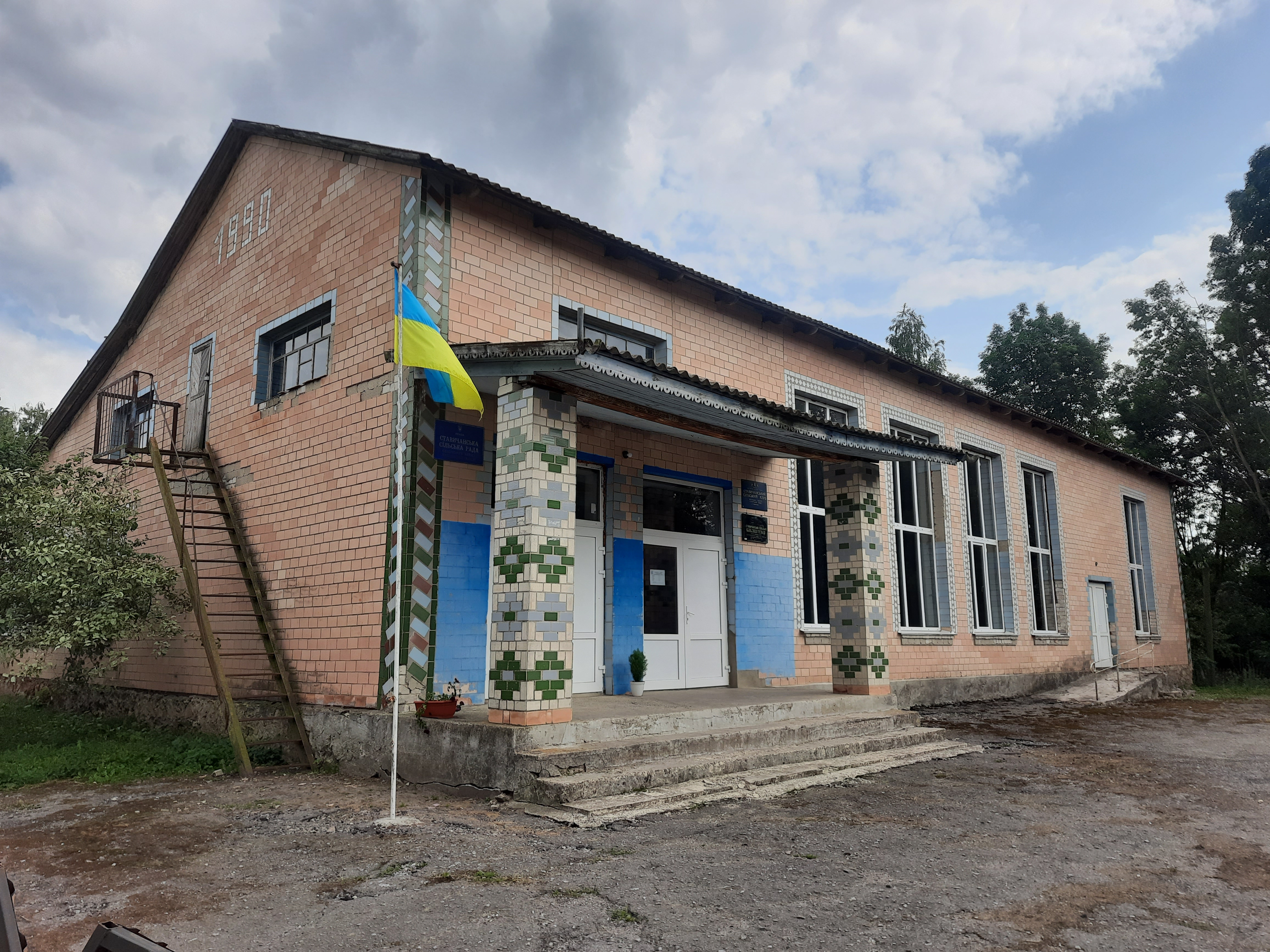
Клуб

Ставича́ни, Чорнокали — село в Україні, у Берездівській сільській громаді Шепетівського району Хмельницької області. Населення становить 407 осіб.

## Географія
Селом протікає річка Безіменна, права притока Корчика.

## Історія
Село згадується у 1577 році, колишнє власницьке село князів Корецьких.
В кінці 19 століття було там 52 будинків і 310 жителів, дерев'яна церква з 1750 року, церковно-приходська школа від 1862 року. Наприкінці 19 століття належало Микуличам в селі — 1450 десятин (з іншими фільварками).
У 1906 році село Берездівської волості Новоград-Волинського повіту Волинської губернії. Відстань від повітового міста 32 верст, від волості 8. Дворів 116, мешканців 644.
7 (20) листопада 1917 року, відповідно до Третього Універсалу Української Центральної Ради, увійшло до складу Української Народної Республіки.
12 червня 2020 року, відповідно до розпорядження Кабінету Міністрів України № 727-р «Про визначення адміністративних центрів та затвердження територій територіальних громад Хмельницької області», увійшло до складу Берездівської сільської громади.
19 липня 2020 року, в результаті адміністративно-територіальної реформи та ліквідації Славутського району, село увійшло до складу Шепетівського району.

## Населення
Згідно з переписом УРСР 1989 року чисельність наявного населення села становила 491 особа, з яких 226 чоловіків та 265 жінок.
За переписом населення України 2001 року в селі мешкали 402 особи.

### Мова
Розподіл населення за рідною мовою за даними перепису 2001 року:
| Мова       | Відсоток |
| ---------- | -------- |
| українська | 99,75 %  |
| російська  | 0,25 %   |

## Археологічні знахідки
Поблизу Ставичан знайдено залишки пам'яток комарівської культури.

## Сьогодення
Станом на серпень 2014 року в селі 118 дворів, в яких проживає 304 особи, в селі є сільська рада, ЗОШ І-ІІІ ступенів, дитячий садок, церква, клуб та медпункт.

## Символіка
Затверджена 10 вересня 2015 р. рішенням № 3 XLV сесії сільської ради IV скликання.

### Герб
Щит понижено перетятий срібною нитяною хвилястою балкою на зелене і лазурове поля. На верхньому полі золота дерев'яна церква. На нижньому срібна водяна лілея з червоною серединкою. Щит вписаний у декоративний картуш і увінчаний золотою сільською короною. Унизу картуша напис «СТАВИЧАНИ» і дата «1550».
Золота церква — символ історичного Свято-Михайліського храму. Лілея — символ чистої води в ставках, стилізована назва села. Корона означає статус населеного пункту.

### Прапор
Квадратне полотнище складається з двох горизонтальних смуг — зеленої і синьої у співвідношенні 2:1, розділених тонкою білою смугою. На верхньому полі жовта дерев'яна церква. На нижньому біла водяна лілея з червоною серединкою.

## Мовний склад населення
Згідно з переписом населення 2001 року українську мову назвали рідною 99,75 % мешканців села.